# 成田エクスプレス
成田エクスプレス（なりたエクスプレス、Narita Express、N'EX）は、東日本旅客鉄道（JR東日本）が大船駅・新宿駅 - 成田空港駅間で運行する特別急行列車である。
本項目では同区間で運行された臨時列車「ウイングエクスプレス」についても記載する。詳細はこちら。

## 概要
成田国際空港と、東京都心や神奈川県横浜市および東京近郊の主要都市を結ぶ空港アクセス列車として、1991年3月19日に運行を開始した。国際空港アクセス列車であることから、外国人乗客を意識して、英語名の Narita Express から N'EX（ネックス）と略されることがある。
成田空港の開港は1978年5月20日であるが、開港後の鉄道アクセスは長らく成田駅もしくは京成電鉄成田空港駅（現・東成田駅）からバスに乗り換える必要があった。当時の石原慎太郎運輸大臣の指示により、建設が中断されたままとなっていた成田新幹線（東京駅 - 成田空港駅間）の路盤と駅などの設備の一部を活用し、1991年3月19日にJR東日本と京成電鉄がそれぞれ成田空港に乗り入れを開始した（「成田国際空港#空港へのアクセス」、「成田空港高速鉄道」も参照）。

## 運行概況
2025年3月15日現在の運行概況は下記のとおり。
本列車は、山手線を経由して新宿駅 - 成田空港駅間を運行するもの（以下「新宿方面発着列車」とする）と、横須賀線を経由して大船駅 - 成田空港駅間を運行するもの（以下「横浜方面発着列車」とする）に大別される。全体では27往復の定期列車が設定されている。
横浜方面発着列車の大半は、新宿方面発着列車と東京駅にて分割・併合を行い、東京駅 - 成田空港駅間は両者が併結運転を行う。ただし、新宿方面発着列車のほうが本数が多いため、併結運転を行わない列車も半数程度存在する。東京駅 - 成田空港駅間の所要時間は平均1時間前後、最速53分である。

日中は新宿駅 - 東京駅 - 成田空港駅間で毎時2往復が運転、うち1往復が東京駅で大船駅発着編成の分割・併合を行う。
本列車は都心と成田国際空港間を東京駅経由で結ぶ空港アクセス列車であるため、毎時1本が途中の千葉駅に停車するのを除き東京駅 - 空港第2ビル駅間を途中無停車で運行する。ただし、朝の上り列車と夕方以降の下り列車は千葉駅のほか、四街道駅、佐倉駅、成田駅にも停車する。
なお、新型コロナウイルス感染症（COVID-19）流行に伴う利用客の減少により、2020年5月1日から日中に運行される列車は当面の間運休としていたが、2022年3月12日から一部列車、2022年10月1日から全列車の運転が再開された。

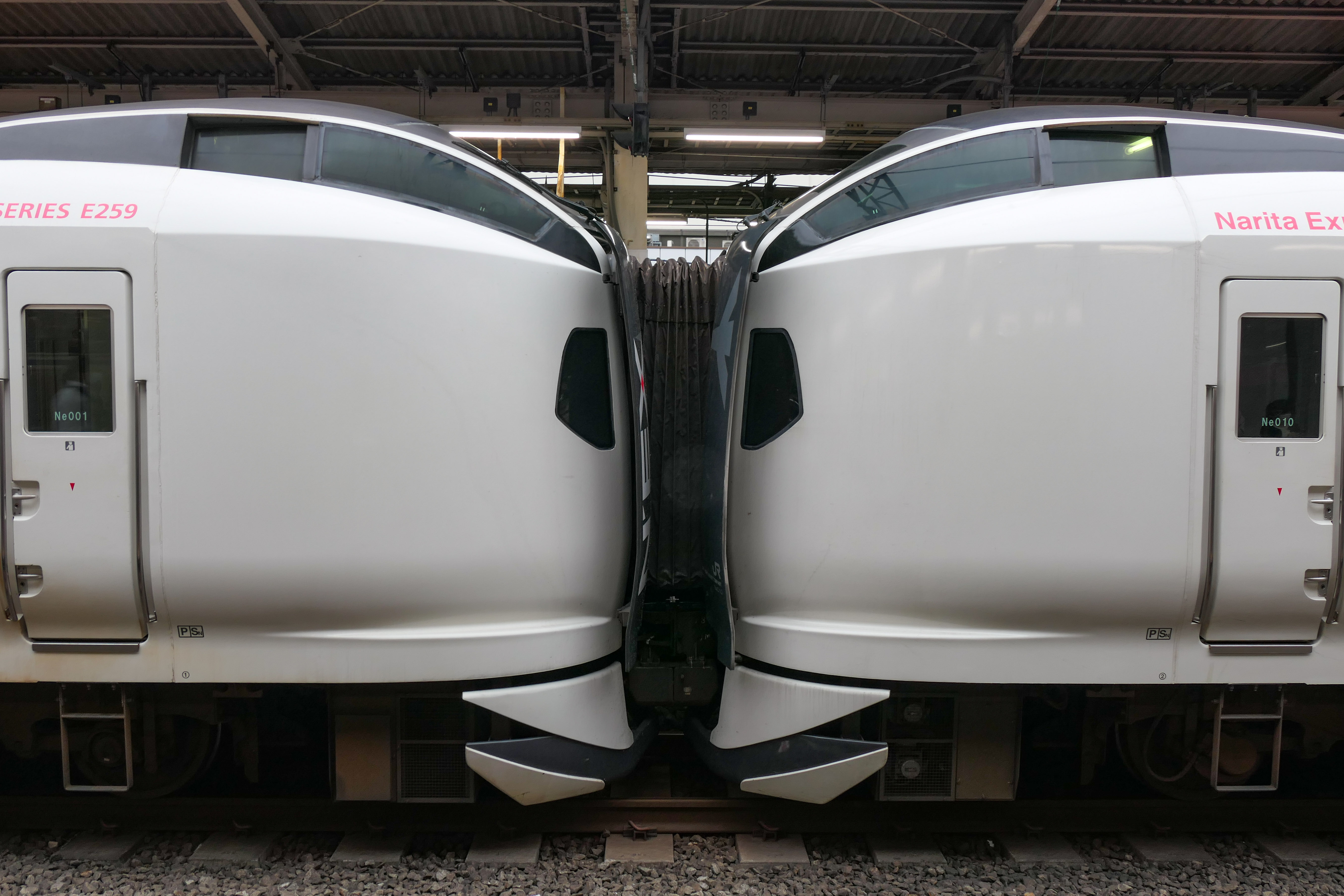
E259系の連結部分。一部の列車は東京駅にて分割・併合を行う。

### 停車駅
成田空港駅 - 東京駅間
成田空港駅 - 空港第2ビル駅 - （成田駅） - （佐倉駅） - （四街道駅） - （千葉駅） - 東京駅
東京駅 - 新宿駅間
東京駅 - （品川駅） - 渋谷駅 - 新宿駅
東京駅 - 大船駅間
東京駅 - 品川駅 - 武蔵小杉駅 - 横浜駅 - 戸塚駅 - 大船駅
- （ ）は一部の列車が停車。
  - 品川駅は、東京駅で分割・併合する列車（15往復）のうち、大船駅発着編成が停車、新宿駅発着編成が通過し、分割・併合を行わない列車[注 5]は全て停車する。従って、品川駅対成田空港駅で見ると27往復全ての列車が停車する。なお、横浜方面発着の臨時列車は品川駅を通過する場合がある。
  - 千葉駅は1〜7・10・11・14・15・18・19・22・23・26・27・30・31・34・35・38・39・42・43・45・46・47・49〜53号が停車[注 6]。
  - 成田駅・佐倉駅・四街道駅は2・4・6・47・49・51・53号のみ停車。
- このほか、毎年1月1 - 3日の間は成田山新勝寺への初詣参拝客の便宜を図るため、日中の一部列車が成田駅に臨時停車する。2012年は成人の日3連休に、2014年は4 - 5日が土日にあたるため追加で臨時停車あり。

| 運行本数          | 号数                                                                        | 大船駅 | 戸塚駅 | 横浜駅 | 武蔵小杉駅 | 品川駅（大船方面） |  | 新宿駅 | 渋谷駅 | 品川駅（新宿方面） | 東京駅 | 千葉駅 | 四街道駅 | 佐倉駅 | 成田駅 | 空港第2ビル駅 | 成田空港駅 |
| ----------------- | --------------------------------------------------------------------------- | ------ | ------ | ------ | ---------- | ------------------ |  | ------ | ------ | ------------------ | ------ | ------ | -------- | ------ | ------ | ------------- | ---------- |
| 下り12本 上り11本 | 下記以外                                                                    | ●      | ●      | ●      | ●          | ●                  |  | ●      | ●      | ─                  | ◎      | ●      | ─        | ─      | ─      | ●             | ●          |
| 下り9本 上り10本  | 9・13・17・21・25・29・33・37・41号 8・12・16・20・24・28・32・36・44・48号 |        |        |        |            |                    |  | ●      | ●      | ●                  | ●      | ─      | ─        | ─      | ─      | ●             | ●          |
| 下り1本           | 45号                                                                        |        |        |        |            |                    |  | ●      | ●      | ●                  | ●      | ●      | →        | →      | →      | ●             | ●          |
| 下り1本 上り1本   | 49号 4号                                                                    |        |        |        |            |                    |  | ●      | ●      | ●                  | ●      | ●      | ●        | ●      | ●      | ●             | ●          |
| 下り3本 上り2本   | 47・51・53号 2・6号                                                         | ●      | ●      | ●      | ●          | ●                  |  | ●      | ●      | ─                  | ◎      | ●      | ●        | ●      | ●      | ●             | ●          |
| 上下1本           | 11号 42号                                                                   | ●      | ●      | ●      | ●          | ●                  |  | ＝     | ＝     | ＝                 | ●      | ●      | ─        | ─      | ─      | ●             | ●          |
| 上り2本           | 40・54号                                                                    | ●      | ●      | ●      | ●          | ●                  |  | ●      | ●      | ←                  | ◎      | ←      | ←        | ←      | ←      | ●             | ●          |
| 停車本数          | 下り                                                                        | 16     | 16     | 16     | 16         | 16                 |  | 26     | 26     | 11                 | 27     | 18     | 4        | 4      | 4      | 27            | 27         |
| 停車本数          | 上り                                                                        | 16     | 16     | 16     | 16         | 16                 |  | 26     | 26     | 11                 | 27     | 15     | 3        | 3      | 3      | 27            | 27         |

凡例
- ●・◎：停車（◎は分割・併合）
- －・←：通過（矢印は運転方向）
- ＝：乗り入れない区間

#### 延長運転
大船駅 - 横須賀駅
大船駅 - 北鎌倉駅 - 鎌倉駅 - 逗子駅 - 横須賀駅。
- 2014年（平成26年）3月15日から横浜駅・大船駅発着の一部列車を横須賀駅まで臨時列車として、繁忙期の休日に限り延長運転していた[報道 3]。
- 利用状況の伸び悩みを理由に、2017年1月より延長運転は休止となった[3]。

新宿駅 - 河口湖駅
新宿駅 - 立川駅 - 八王子駅 - 大月駅 - 都留文科大学前駅（河口湖駅行きのみ停車）- 富士山駅 - 富士急ハイランド駅 - 河口湖駅
- 2014年（平成26年）7月26日より土曜・休日に限り、新宿駅発着のうち1往復を富士急行線に直通し、河口湖駅まで臨時列車として延長運転すると発表された[報道 4] 。当初は9月28日までの土休日の予定だったが、利用者数が好調だったため、11月30日までの土休日に期間を延長し、2015年（平成27年）3月1日以降も運転された[報道 5]。
- 2019年3月のダイヤ改正以降は延長運転は休止となった[報道 6]。

### 使用車両・編成
全ての列車が、鎌倉車両センター所属のE259系により運転される。運行開始当初は253系が使用されていたが、2009年10月1日より後継車両の本形式が投入され、2010年6月30日をもって253系での運転は終了した。
定期列車27往復のうち16往復は、東京駅で分割・併合を行う。これは運行開始当初より行われており、当初は東京駅 - 成田空港駅間は6両編成を基本とし、号車番号は1号車からではなく4号車から付番されていた。横浜方面列車と新宿方面列車が併結して運転する列車の場合、上下ともに横浜方面編成が前にくるようになっている。すなわち、成田空港行きは1 - 6号車が新宿方面発、7 - 12号車が横浜方面発となり、逆に空港発の列車は1 - 6号車が横浜方面行き、7 - 12号車が新宿方面行きとなる。2019年3月のダイヤ改正の時点では新宿方面発着のみの17・18・21・22号が6両での運転とされていたが、2020年3月のダイヤ改正以降は全列車が12両で運転されるようになった。横浜方面と新宿方面に分かれる列車は東京駅以東を、それぞれの方面に単独で向かう列車は全区間で12両で走行する。
全列車が全席座席指定席である。

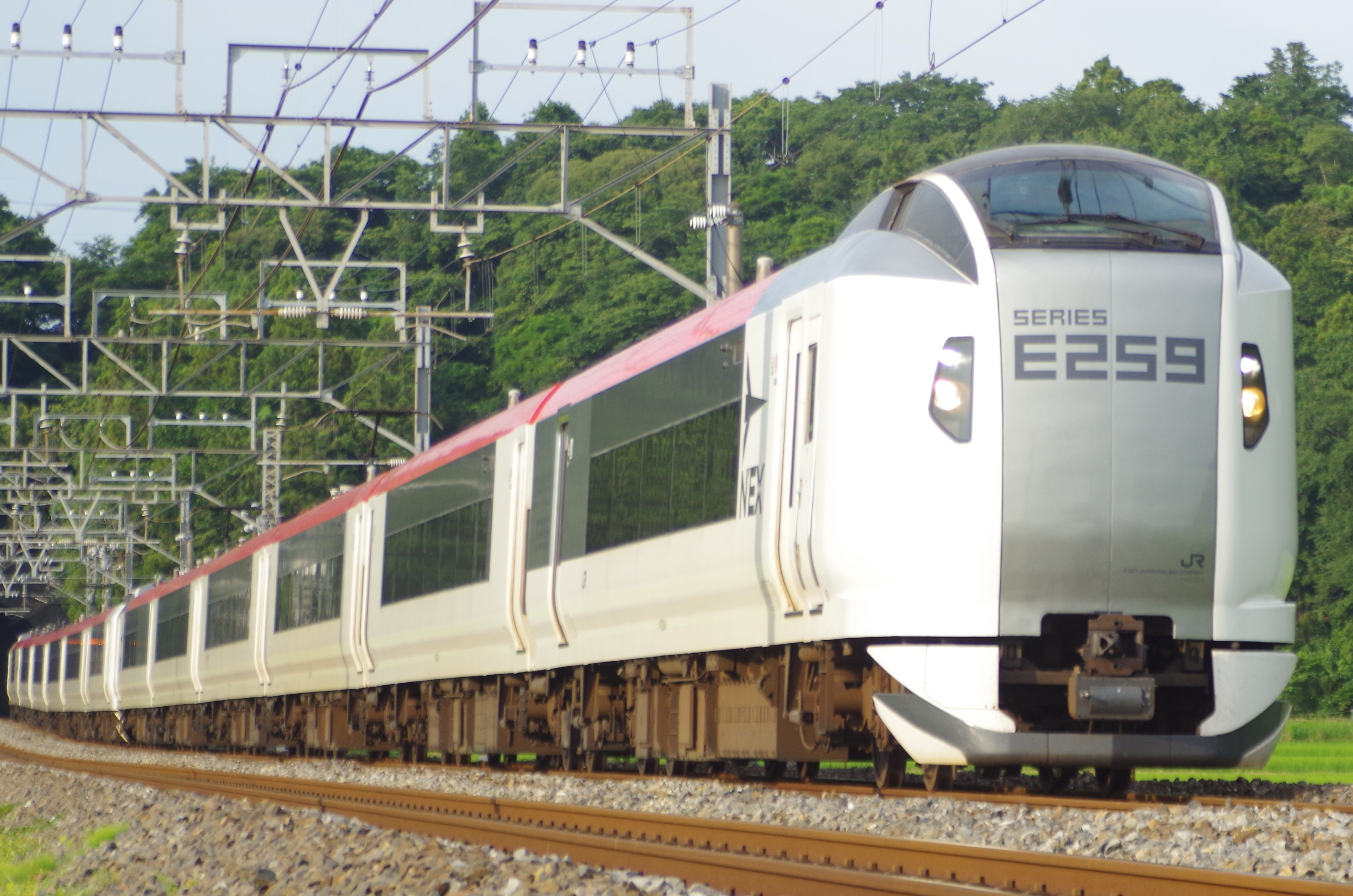
E259系（新塗装）
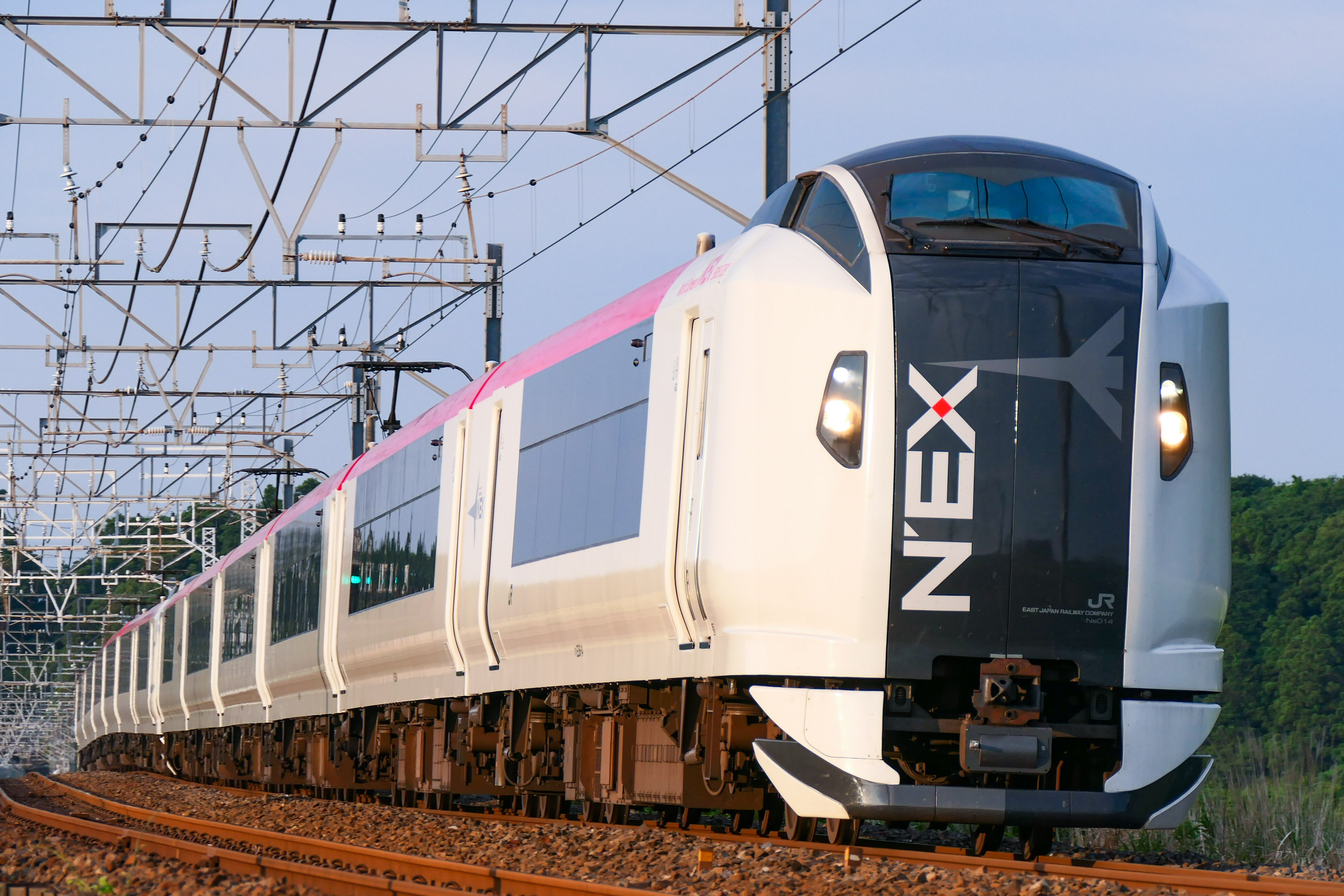
E259系（旧塗装）
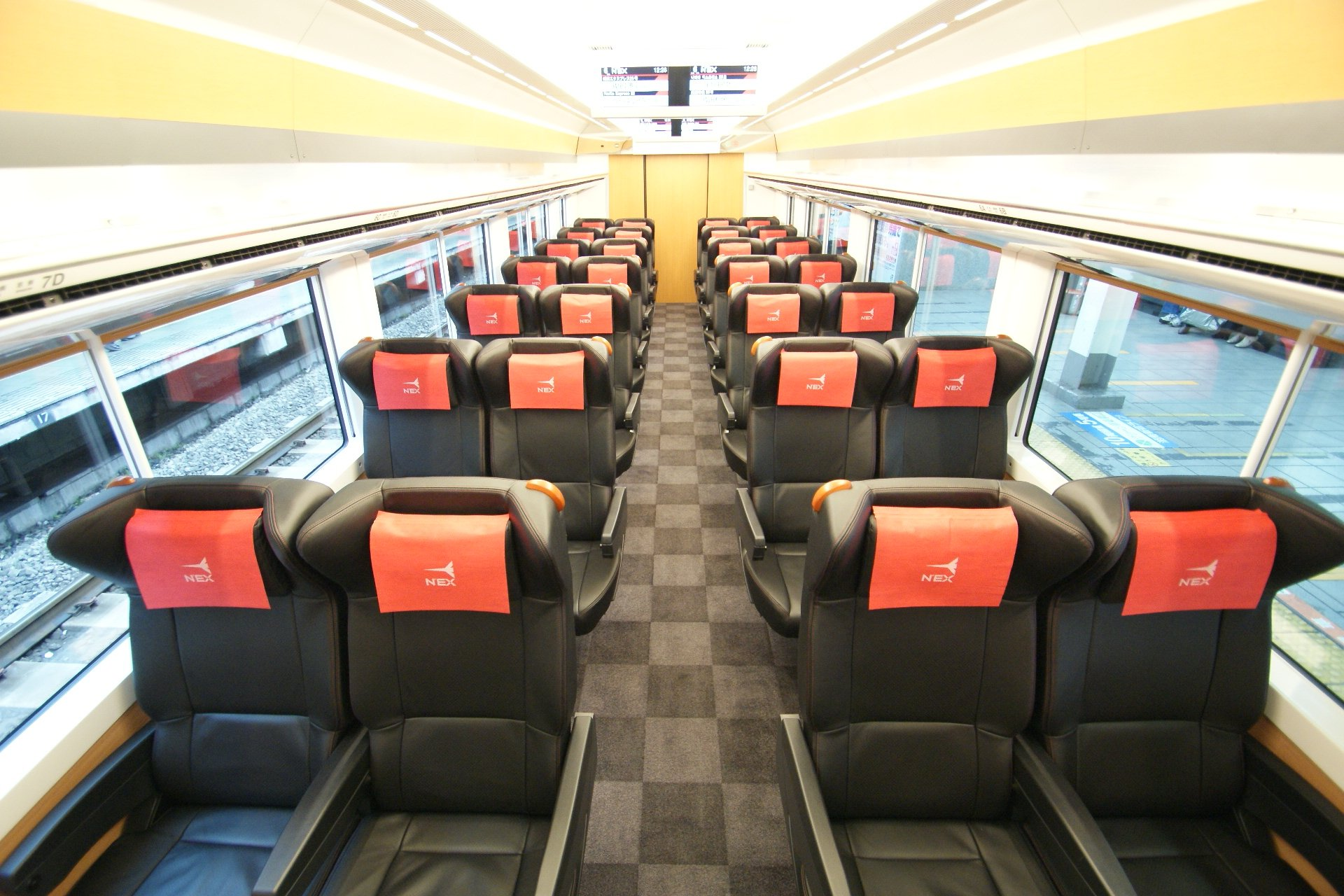
グリーン車
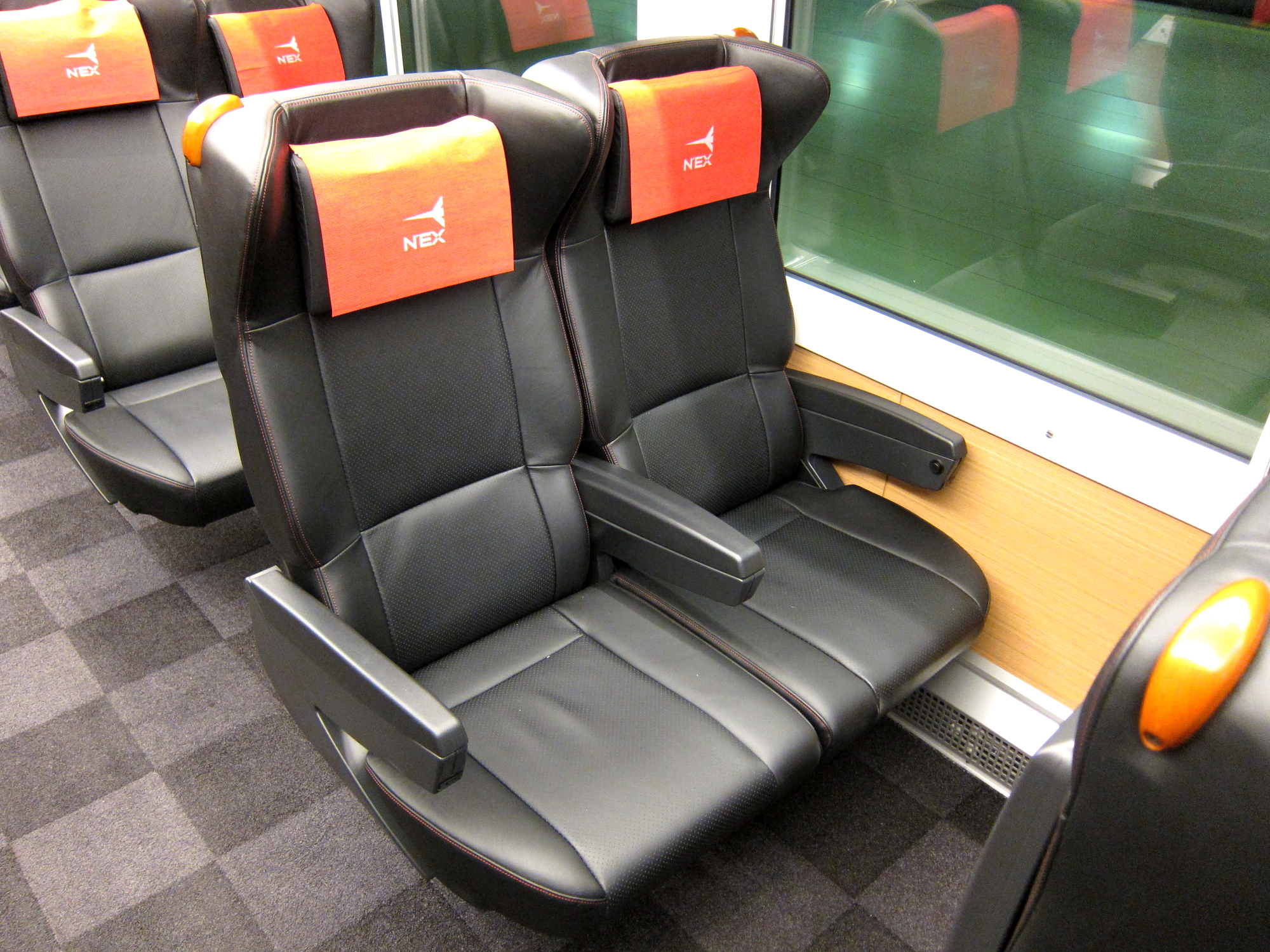
グリーン車シート
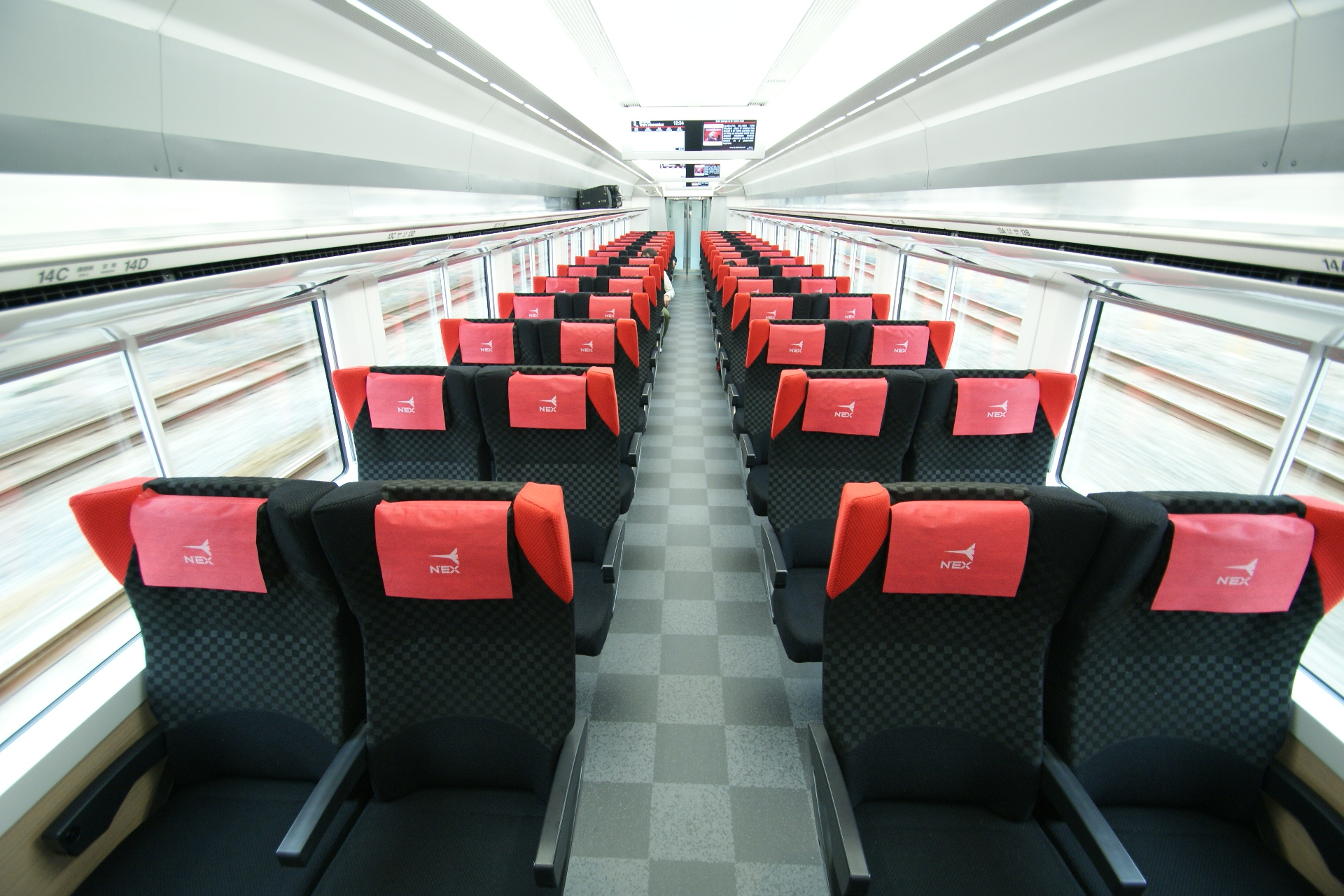
普通車
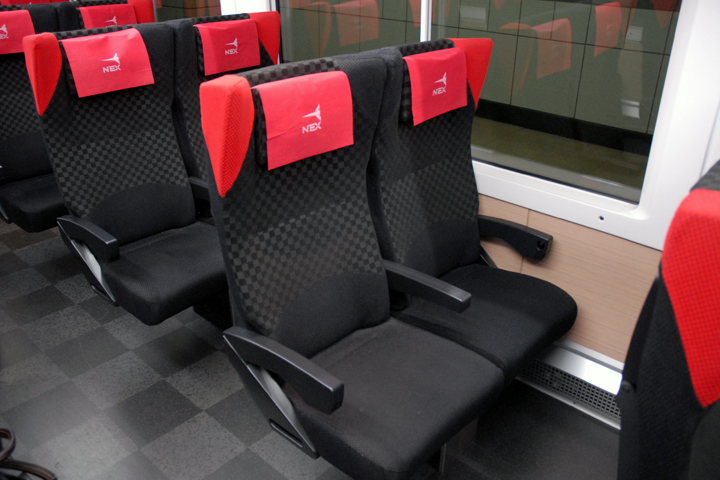
普通車シート
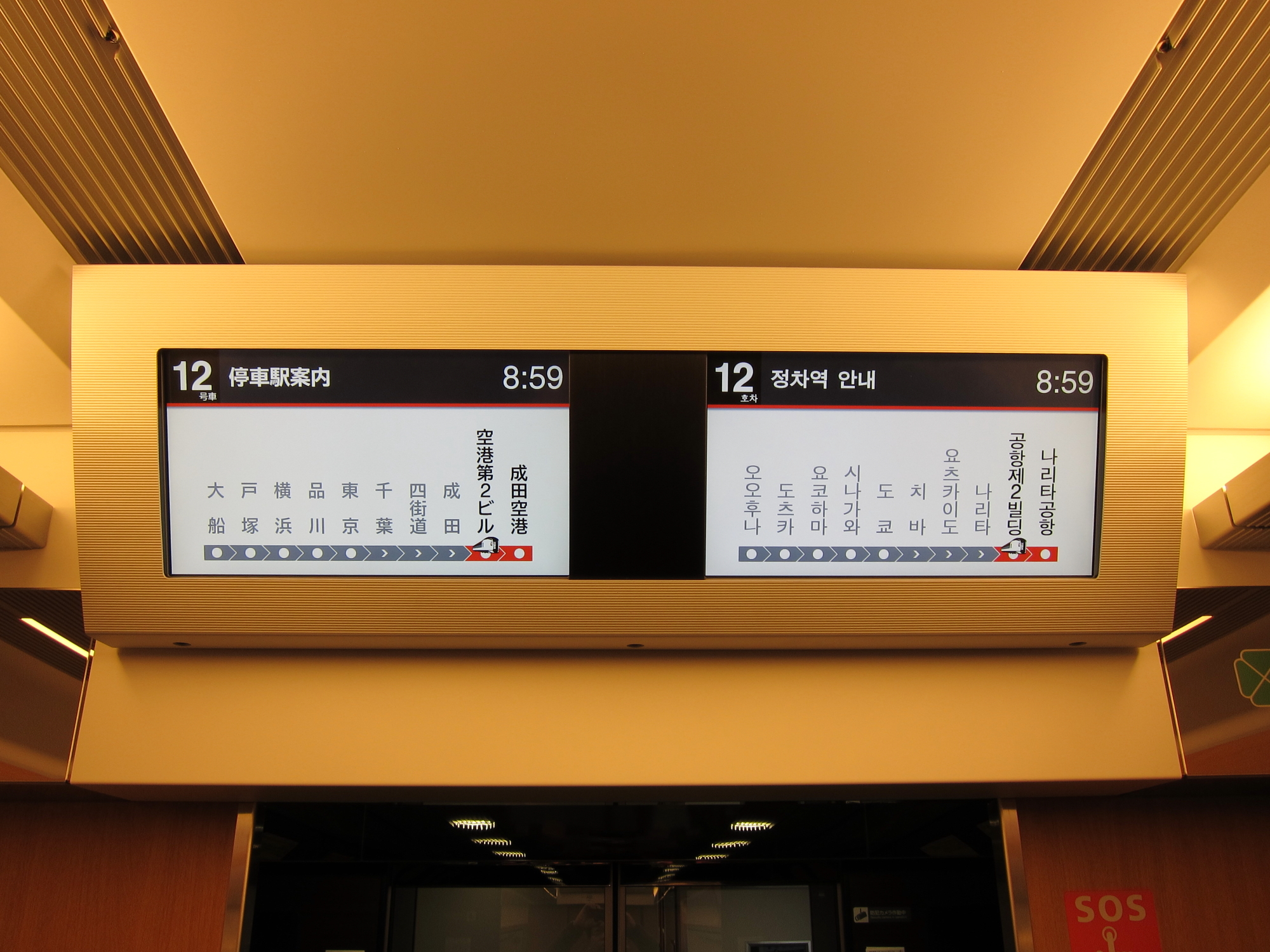
車内案内表示

#### 過去の使用車両
1991年の運行開始当初から2010年6月30日までは、専用車両である253系が使用されていた。この車両の大部分はかつて奇数番号の席と偶数番号の席が通路で分離されていたほか、A - D がボックス席単位で固まっているなど、普通車の座席配列が他の特急形車両と大幅に異なった。その関係で、ほかの特急形車両と同様の配列になって以降も指定席券売機などで普通車の特急券を購入する場合は座席の細かい位置が購入者自身で指定できなかったが、2010年7月1日に使用車両がE259系に統一されたことにより普通車でも指定席券売機での座席位置選択が可能になった。
また、253系の大部分の普通車の座席の配列は集団見合い式（以前はボックスシート）となっており、着席者の半分は後方向きに座ることになる上に座席のリクライニング機能はない。ただし、ごく一部の253系とE259系は回転式リクライニングシートを採用しているためこれらの問題はない。富士急行線直通列車では途中の富士山駅で進行方向が変わるため、成田空港行き列車では後方向きに座席がセットされている。
デッキとコンパートメント（グリーン個室）席を除き運転開始当初から禁煙とされていた。なお、2003年3月1日よりデッキ禁煙化とともに 1 - 2 両の喫煙席を設けたが、2005年12月10日から全車禁煙となった。
なお、「ウイングエクスプレス」が「成田エクスプレス」に統合された際に数日間253系の手配がつかず、183系によって代走したことがある。

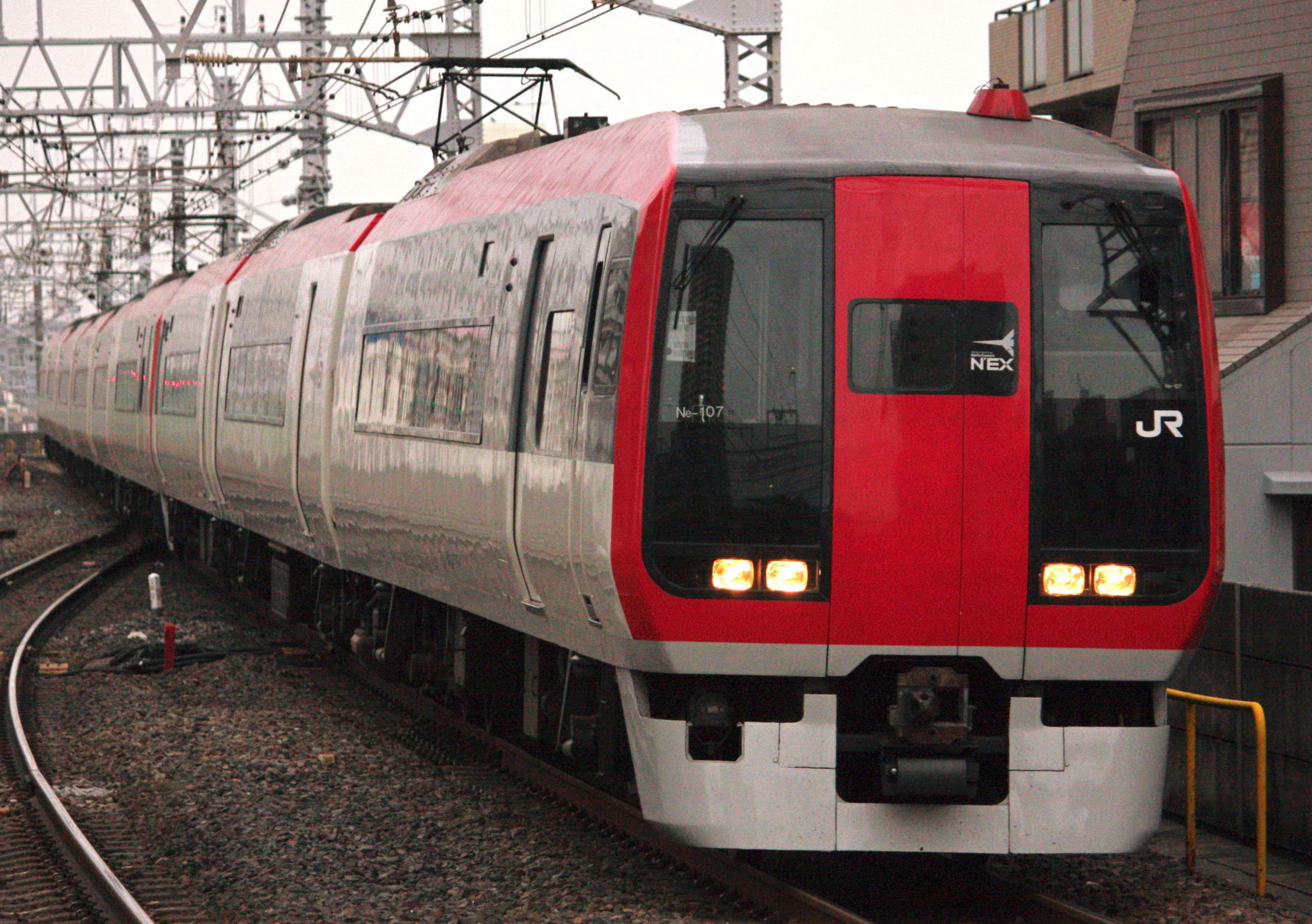
253系
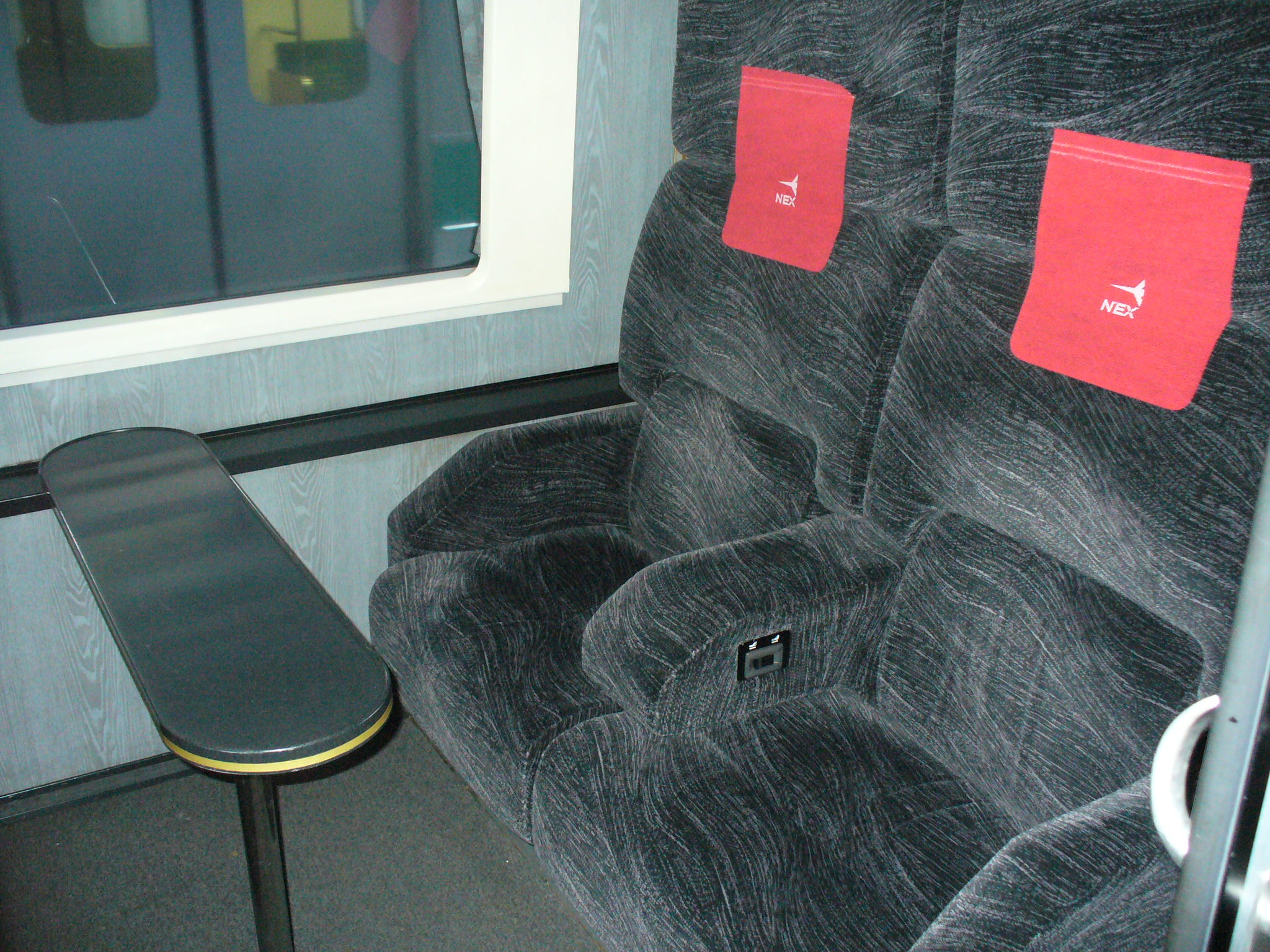
グリーン個室
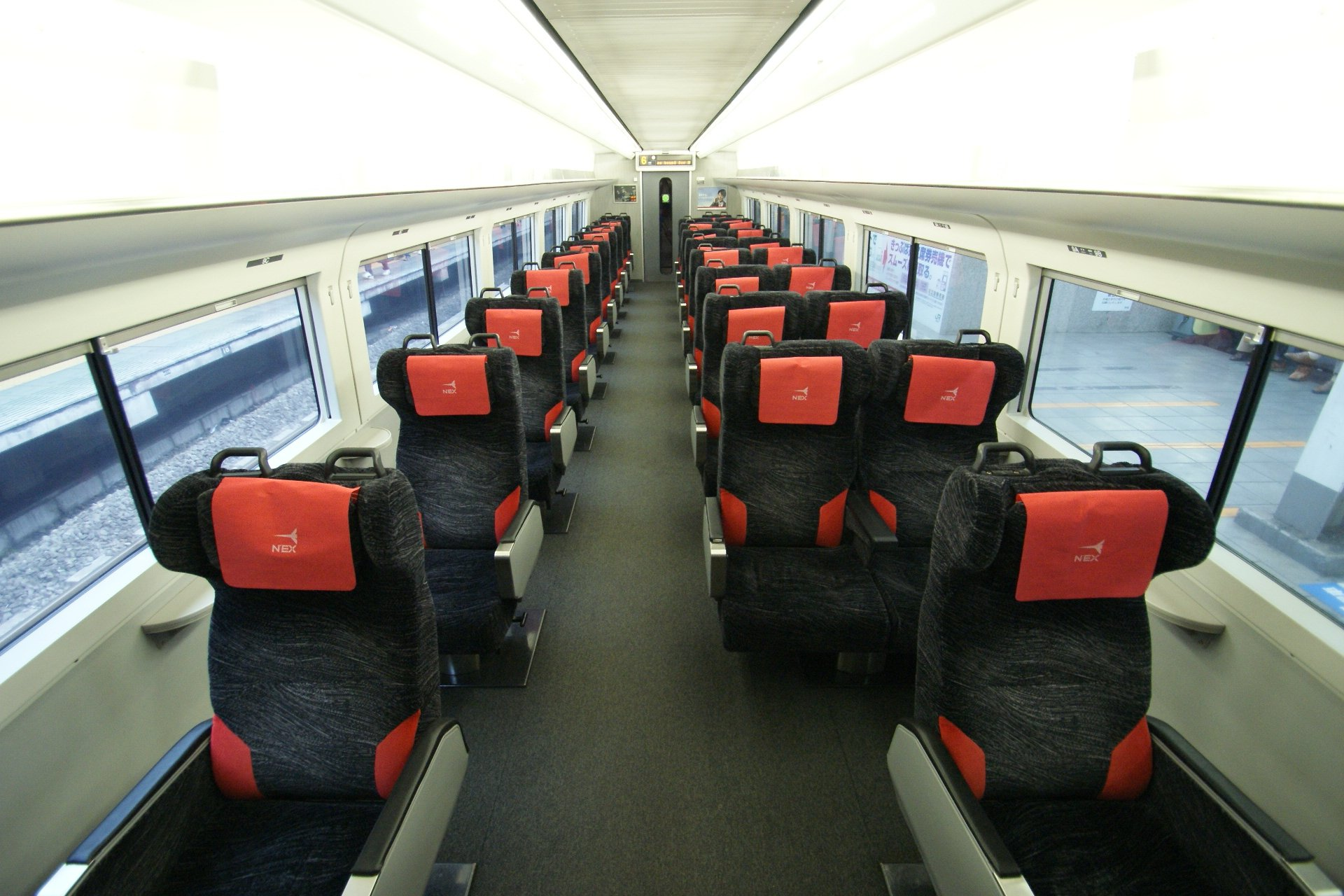
グリーン車
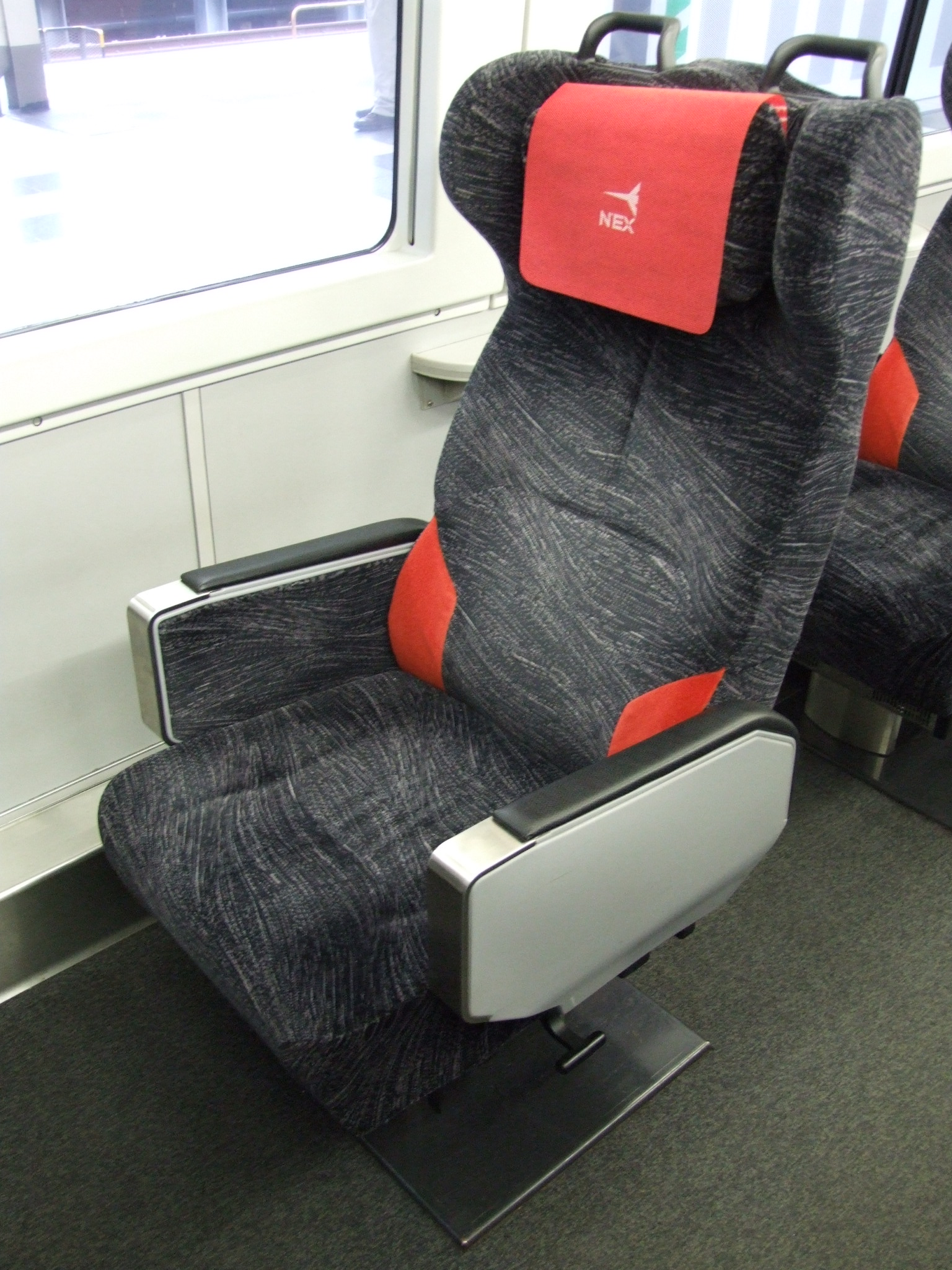
グリーン車シート
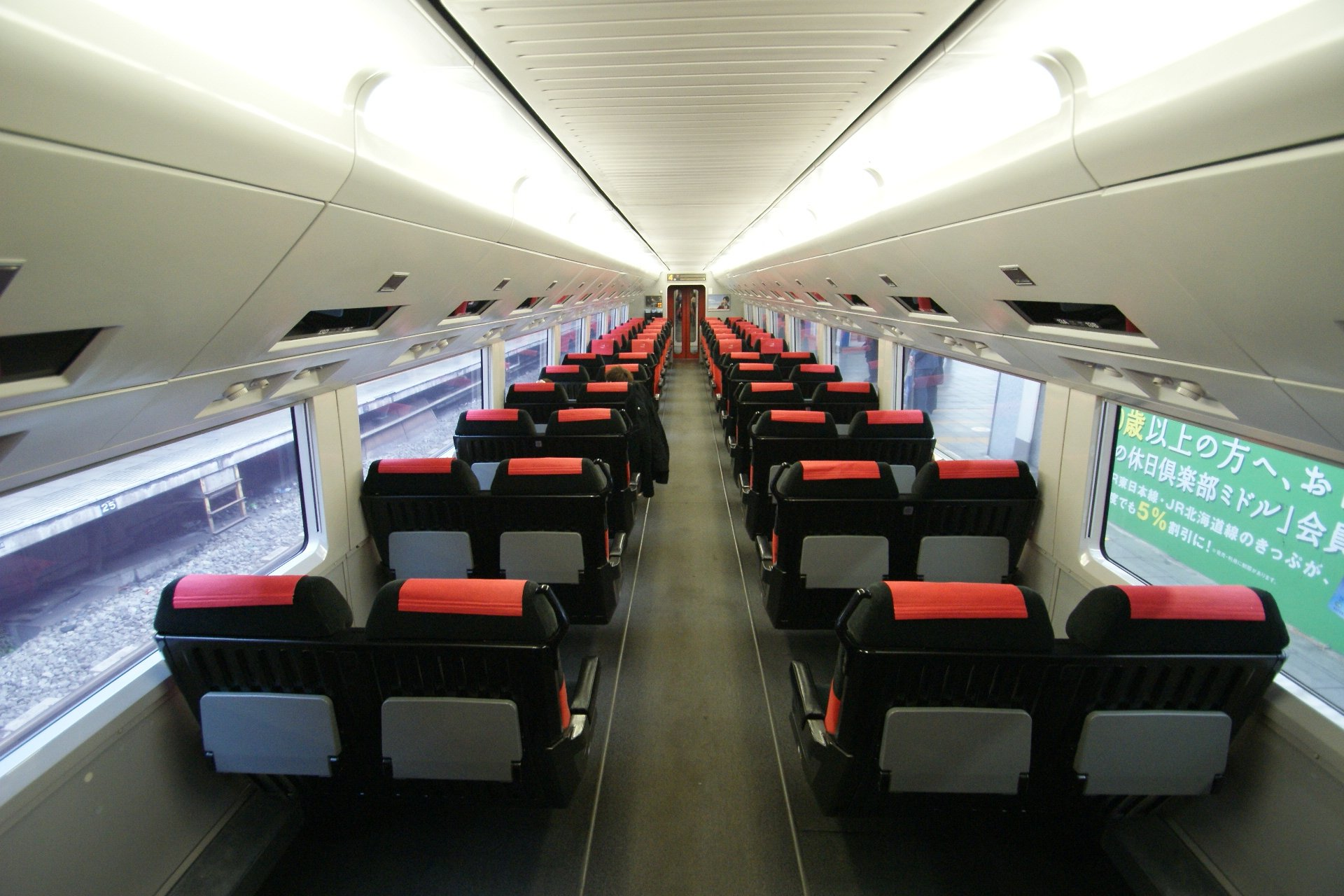
普通車
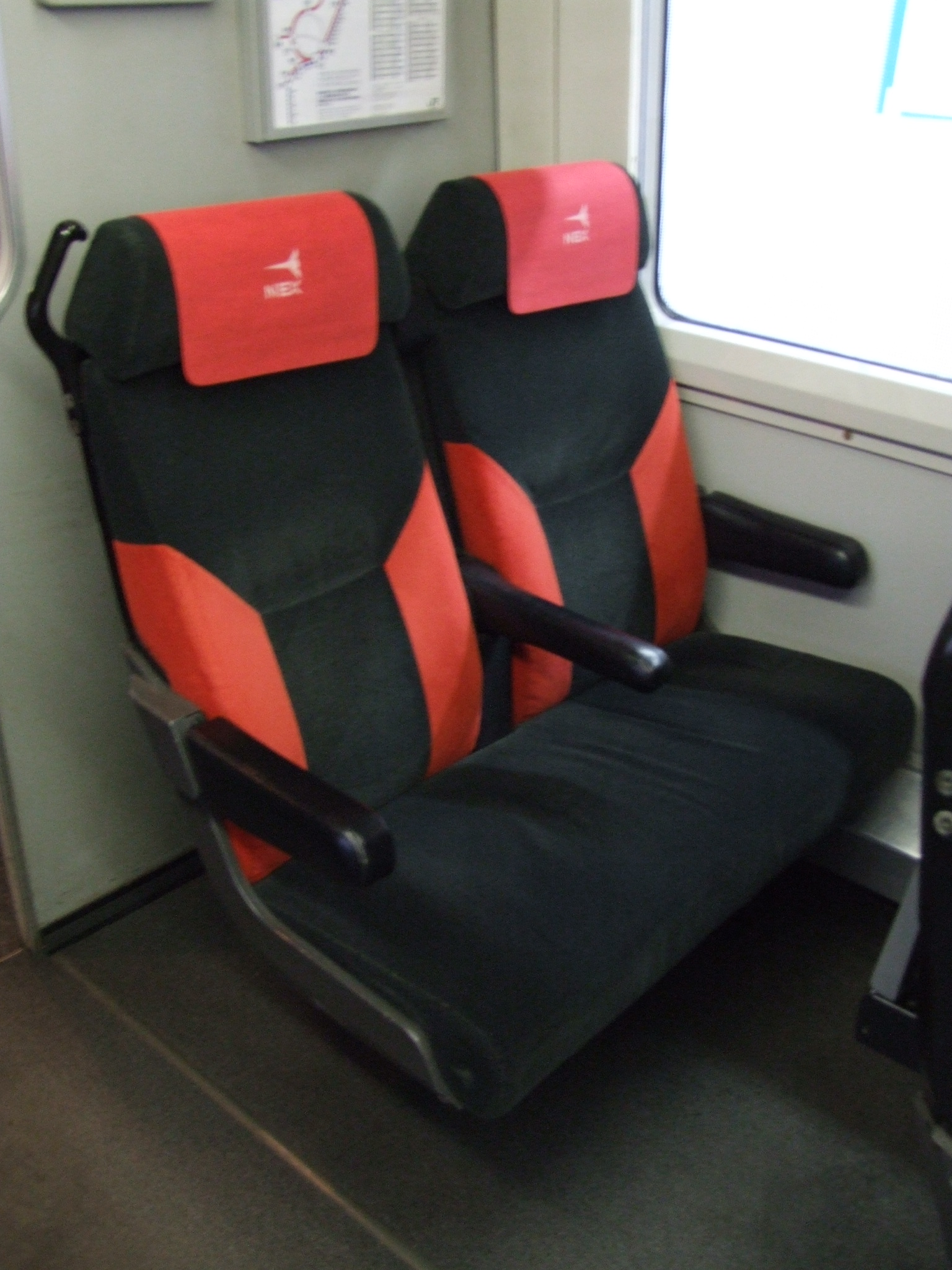
普通車シート
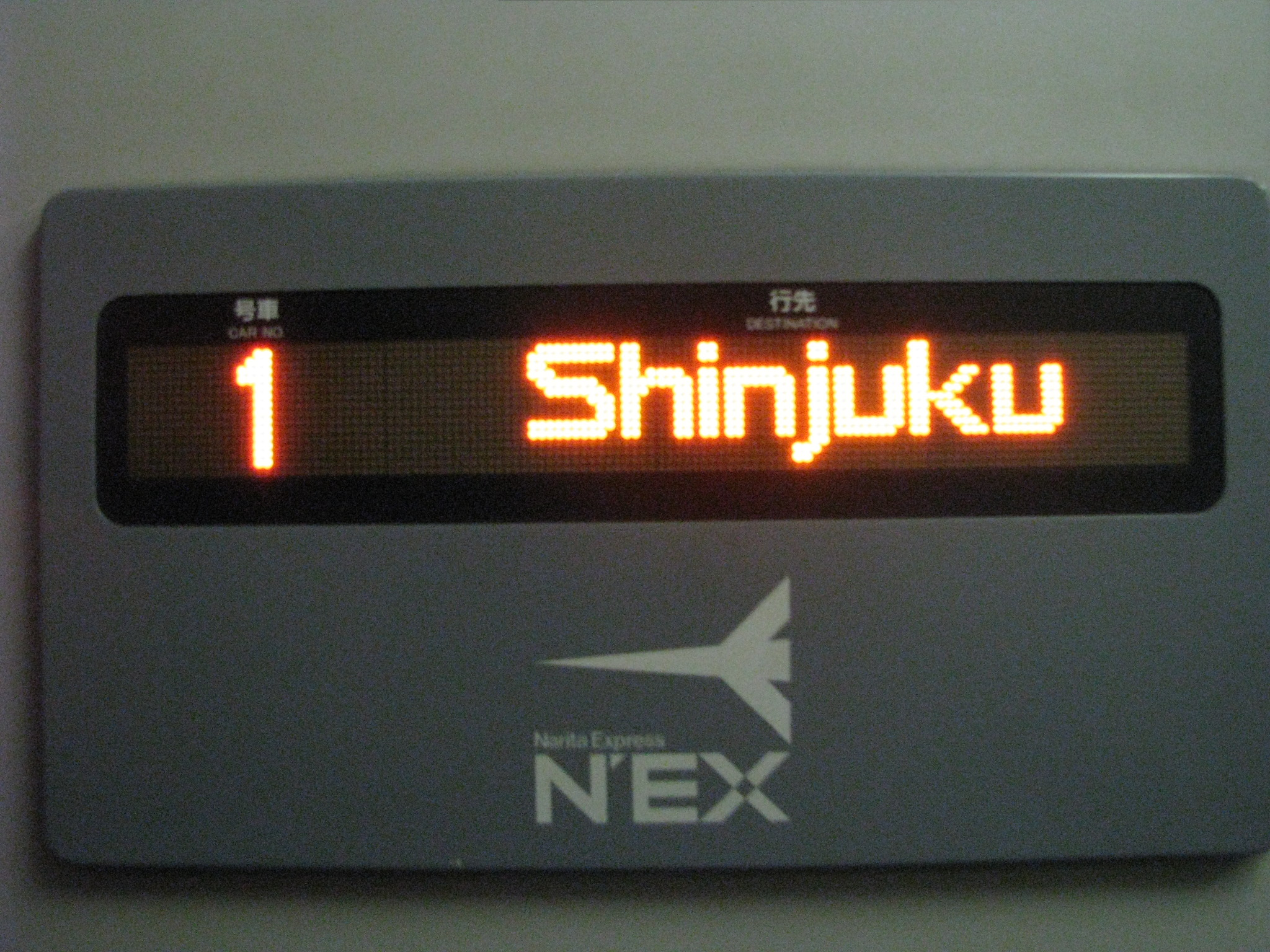
号車番号と終着駅の表示器

### 車内サービス
車内販売は東京駅 - 成田空港駅間のみ実施されていたが、2015年3月13日をもって車内販売を終了。運転開始当初はグリーン車利用客向けに無料のドリンクコーナーが設けられていたが、普通車利用客の持ち去りが絶えないことなどから後に廃止された。
また、E259系では車体に無線LAN用のアンテナ（WiMAX / Wi-Fi レピータ）が設置され、インターネット接続サービスを提供している。当初はUQコミュニケーションズの UQ WiFi とBBモバイルポイント（ソフトバンクテレコム、「Yahoo! JAPAN 無線 LANサービス」などのローミングも含む）契約者向けサービスを提供していたが、2016年よりこれに代わり、無料の公衆無線LANサービス「JR-EAST FREE Wi-Fi」を提供している。

## 臨時列車
臨時列車として以下の列車が運行された。ともに本列車群の補助的な役割であったが、使用車両が183系やE257系など専用車両である253系・E259系以外のため、名称に翼を示すウィングの名称を使用して運行されることが多く、関東以外からの成田国際空港への利用客も取り込んだ。

### ウイングエクスプレス
成田エクスプレス運行開始当初、当時の使用車両である253系の車両数では増発に限りがあったため、183系9両編成または6両編成によって特急「ウイングエクスプレス（1992年3月16日から1998年9月27日まではウイング）」が運転された。東京駅・新宿駅・八王子駅（1992年3月23日から6月30日まで） - 成田駅（1990年7月21日から1991年2月24日まで）・成田空港駅（1991年7月20日から）での運転で、9両編成のみ自由席とグリーン車が連結され、東京駅・錦糸町駅・船橋駅・千葉駅・成田駅・成田空港駅に停車した。
なお当時の東京駅 ‐ 成田空港駅間にはウイングエクスプレスと同様に成田エクスプレスの補完目的で特別快速「エアポート成田」が運行されており、こちらは上記停車駅に加えて津田沼駅に停車した。
また2001年12月1日から2004年3月13日までにおいても、大宮駅 - 成田空港駅間において183系普通車のみ8両編成の全車座席指定席で特急「ウイングエクスプレス」が運転された。不定期的に普通車のみの6両編成で運転されることもあった。2002年6月16日のFIFAワールドカップ輸送の際は、新潟駅発で運行された。
2007年8月10日から8月19日においても新宿発成田空港行きが運転され、このときは下り成田空港行きのみながら中央線快速 - （御茶ノ水駅） - 総武緩行線 - （錦糸町駅） - 総武快速線経由とし、秋葉原駅・錦糸町駅・船橋駅・空港第2ビル駅にも停車した。また、定期券と指定席特急券の組み合わせでも乗車することができた。この列車はE257系500番台が使用された。
八王子駅発成田空港行きでは2008年4月25日から4月27日まで運転され、中野駅にも停車した。これにはE257系0番台が使用された。なお、4月26日は使用車両の183系で使われていたロゴマークを車両前面の表示器の上にステッカーとして貼付して運転した。また、2008年8月9日から8月12日も運転されたが、このときは千葉駅を通過した。

### 定期列車の延長運転
また、定期列車の延長の形態で以下の列車も運転された。
- 特急「ウイングあずさ」
  - 千葉駅発着の定期列車を成田空港駅まで延長する形で、1991年3月21日から1993年9月26日まで運転された。佐倉駅で「成田エクスプレス」を待避した。
- 寝台特急「ウイングはくつる」
  - 上野駅 - 青森駅間で運行されていた「はくつる」の臨時列車で、大宮駅 - 東北貨物線 - 山手貨物線 - （新宿駅） - 中央線快速 - （御茶ノ水駅） - 総武緩行線 - （錦糸町駅） - 総武快速線というルートで、1991年4月25日から4月30日までと8月9日から8月13日まで青森発片道のみで運転された。

## 運賃・料金・乗車制度の特例

### 特急料金
特急料金は、同区間を運行するほかの特急列車が低廉な「B特急料金」を適用していたのに対し、成田エクスプレスは長らく伊豆方面の「サフィール踊り子」と同様に割高な「A特急料金」が適用されていたが、2024年3月16日から成田空港駅・空港第2ビル駅を含まない区間の利用においては同区間を走行している「しおさい」などの千葉県を走行する特急列車と同時に、常磐線特急「ひたち・ときわ」や中央本線特急「あずさ・かいじ」などと同じ料金体系に移行し値下げされたほか、全区間において通年同額となった。
グリーン料金は長らく200km以内のみの設定で一律2,800円と他列車とは別体系を採用しており、成田空港駅・空港第2ビル駅 - 東京都区内間などが該当する100km以下ではJR東日本の他の列車より高額となっていたが、2024年3月16日からはグリーン料金についても他の列車と同じ料金体系に変更され値下げとなっている。
国際線利用客を主眼とした空港連絡列車であること、全車座席指定席の特急列車であるため、長らく定期券と特急券との組み合わせを一部を除き原則として認めていなかったが、2021年10月1日から普通車での指定席特急券と定期券との組み合わせを認めるようになった。
また、全座席指定席であることから、座席指定特急券か、満席時に発売される立席特急券による乗車が行われたが、2015年3月14日から販売方法が変更。立席特急券の発売は取り止めとなり、座席指定特急券のほかに、乗車日と乗車区間のみ指定して列車と座席は指定しない座席未指定券が新たに発売された。
富士急行線内も2017年3月4日から特急料金が必要になった。特急料金は従来から運行されている富士急行線内の特急列車（「フジサン特急」「富士山ビュー特急」）の料金体系が適用され、JR線と跨って利用する場合はJRの特急料金との合算となる。富士急行線内の特急列車同様、河口湖線区間（富士山駅 - 河口湖駅間）のみ利用する場合に限り特急料金は不要である。
2005年12月9日まではグリーン車コンパートメント席について乗車7日前よりグリーンコンパートメント券および特急料金に割引を適用した「N'EXグリーン個室料金券」と称される特別企画乗車券が設定されていた。全列車で設定されており、成田空港駅・空港第2ビル駅 - 東京都区内間・吉祥寺駅・三鷹駅と成田空港駅・空港第2ビル駅 - 大船駅・大宮駅・高尾駅の各駅間で設定されていた。なお、12月10日以降グリーン料金の改訂が行われ、区間にかかわらず以下のように変更された。
- 4人用コンパートメント席：1室6,000円
- 開放席：2,000円

さらに、2009年1月6日から3月31日まで、グリーン車コンパートメント席について乗車14日前よりグリーンコンパートメント券および特急料金に割引を適用した「N'EXグリーン個室料金券」を発売していた。

### 特別企画乗車券類
JR東日本のインターネット予約「えきねっと」にて成田エクスプレスの指定席をチケットレス予約を受け付けており、この方法で購入した場合、200円の割引（2012年3月までは400円、2024年3月16日以降は100円）を受けられる。一部区間においてはより割引率の高い「N'EXえきねっとトクだ値（チケットレス特急券）」も発売されているが、2024年3月16日以降は前述した特急料金値下げに伴い、成田空港駅・空港第2ビル駅を含む区間のみの設定となる予定。
また、東京駅・品川駅・新宿駅・池袋駅 - 千葉駅・四街道駅・成田駅各相互間で有効なものとして「房総料金回数券」が発売されていた（「えきねっと」割引商品拡大に伴い、2022年2月11日をもって発売を終了）。かつては品川駅→大船駅間について「N'EX料金4回券」と称される特急回数券が設定されていたが、2006年3月末で廃止された。

#### Suica&N'EX
2007年3月28日から訪日外国人向けに「Suica&N'EX」の発売を開始した。これは成田空港駅・空港第2ビル駅の両駅から東京電車特定区間内各駅までの乗車券および最寄りの停車駅までの当列車の普通車指定席特急券とオリジナルデザインの無記名式Suicaをセットにしたもので、片道のみである。当列車への乗車用の乗車券・特急券部分の有効期間は発行日当日のみとなっている。
背景として、冒頭に掲げた東京都心と成田国際空港間を結ぶ公共アクセスとして最も高額とされ、また利用する乗客の層としても日本人が多いとされており、少しでも外国人利用客を増やす意図がある。なお、訪日外国人向けのジャパンレールパスとJR East Rail Passでも当列車に乗車することが可能である。

#### N'EXクーポン
JR東日本のびゅうプラザ・提携販売センターと主な旅行会社で、成田空港発着の国内旅行・海外旅行商品または成田空港発着航空券の購入・提示と同時に発売される特別企画乗車券。普通車指定席用で2枚または3枚を1セットとして発売された。設定区間は東京電車特定区間各駅 - 空港第2ビル・成田空港間。発売額はおとな2枚分4,800円、同3枚分7,200円、こども1枚1,200円。
2013年3月をもって廃止され、代替として後述の「N'EX往復きっぷ」が発売されている。

#### N'EX往復きっぷ
2013年3月1日よりJR東日本の首都圏の主な駅の指定席券売機、びゅうプラザ、提携販売センターや主な旅行会社などで購入可能（ただし、成田空港駅・空港第2ビル駅（および両駅のJR東日本訪日旅行センター）では取り扱っていない）。1か月前から前日までの発売で、当日購入はできない。
有効期間は14日間で、普通車用とグリーン車用がある。途中下車はできない。みどりの窓口では購入できないが、有効期間内で未使用の場合、または「かえり」券片が未使用の場合に限り、払い戻しが可能となっている。
N'EXクーポンと比較した場合、発駅によって料金が変動するようになったため、東京都内よりの料金は従来と変わらず据え置きとなった一方で、他の区間の料金は値上げされ、割高になっている。
「えきねっと」割引商品拡大に伴い、2022年2月9日をもって発売を終了した。

#### ビジネスライナーきっぷ N'EX
大口法人向けに発売されている特別企画乗車券で、普通車用指定席・乗車券の回数券であり、一般の利用者は購入することが出来ない。

### 運賃・料金計算の特例
区間内・経路上に様々な特例が存在する。また、運賃・料金のどちらにも適用されるもの、いずれかのみの適用となるもの、適用の可否を選択出来るか否かも特例により異なる。このため、運賃計算経路と料金計算経路が異なる場合もあるので、注意が必要である。例示しているものは実際の乗車経路と異なる経路の適用により低廉となる主な例。
列車特定区間によるもの
代々木駅 - 錦糸町駅間が経路に含まれる場合は中央本線・総武本線（千駄ケ谷駅・浅草橋駅）経由で、赤羽駅 - 池袋駅間が経路に含まれる場合は赤羽線（十条駅）経由で運賃・料金を計算できる（任意）。
- これは後述の電車大環状線の規定が区間内発または着となる場合の料金には適用されないため設定されている。

経路特定区間によるもの
品川駅 - 鶴見駅が経路に含まれる場合、川崎駅経由で運賃・料金を計算する。
電車大環状線にかかる場合の特例によるもの
錦糸町駅以東（千葉駅方面） - 品川駅以西（武蔵小杉駅・大船駅方面）・新宿駅以西（吉祥寺駅・高尾駅方面）・赤羽駅以北（浦和駅・大宮駅方面）の相互発着の場合、電車大環状線内は最短となる経路で運賃・料金が計算される。
- 錦糸町駅 - 赤羽駅間は、総武本線・東北本線（浅草橋駅・西日暮里駅・上中里駅）経由で運賃・料金が計算される。
- 錦糸町駅 - 新宿駅間は、上記列車特定区間の規定によらず総武本線・中央本線経由で運賃・料金が計算される。

電車大環状線内に発着駅がある場合、電車大環状線内は迂回して乗車できるため、乗車経路より短い経路で運賃を計算できる（運賃のみ）。
- 錦糸町駅 - 渋谷駅間：総武本線・中央本線経由（浅草橋駅・千駄ケ谷駅経由）
- 錦糸町駅 - 池袋駅間：総武本線・東北本線・山手線経由（浅草橋駅・西日暮里駅・駒込駅経由）

大都市近郊区間によるもの
「成田エクスプレス」が走行する区間は大都市近郊区間に含まれるため、大都市近郊区間相互発着の乗車券の運賃は乗車経路にかかわらず最安運賃（最短経路）となる経路で計算できる（運賃のみ）。
- 成田駅 - 池袋駅・新宿駅間：成田線（我孫子支線）・常磐線・東北本線・山手線経由（下総松崎駅・北柏駅・三河島駅・日暮里駅・駒込駅経由）
- 成田駅 - 大宮駅間：成田線（我孫子支線）・常磐線・武蔵野線・東北本線（下総松崎駅・北柏駅・南流山駅・浦和駅）経由
- 成田駅 - 西国分寺駅間：成田線（我孫子支線）・常磐線・武蔵野線経由（下総松崎駅・北柏駅・南流山駅・北朝霞駅経由）

特定特急料金によるもの
渋谷駅 - 千葉駅間（品川駅経由で53.2キロ）は、「あずさ・かいじ等の中央本線特急等の首都圏在来線全車指定制特急列車」に適用する50キロまでの料金と同額となる。列車特定区間が適用され50キロ以下に抑えられる新宿駅 - 千葉駅間の特急料金より高くなる逆転現象を防ぐためである。

### 定期券併用時の特例
2021年10月1日からは全列車・全区間で定期券と特急券での利用が可能となった。
それ以前は定期券併用が可能な列車や区間が限定されており、千葉駅と成田駅の両方に停車する全列車で池袋駅・品川駅 - 東京駅 - 成田駅間の各停車駅相互間および成田空港発の列車のうち成田エクスプレス38号以降の列車の東京駅 → 横須賀駅間に限り、定期券と特急券（指定席）ないしは立席特急券（2015年3月14日廃止）、または当該区間で有効な指定席特急回数券やえきねっとトクだ値（料金券のみ）・えきねっとチケットレスサービス等で普通車に乗車することができた。
なお、上述のとおり列車特定区間の対象であるため、代々木駅 - 錦糸町駅間が中央本線・総武本線（御茶ノ水駅）経由の定期券でも途中下車をしない限りそのまま乗車できる。

## 沿革
JR線（構想当初は日本国有鉄道（国鉄））で東京と成田空港を結ぶ最初の構想は、未成線に終わった成田新幹線計画である。しかし在来線においては、成田線経由で運行されたエル特急「あやめ」や総武本線直通の快速列車より最寄駅となる成田駅を介したバス連絡で行っていた。
成田空港駅開業前の1989年から1991年にかけて「ウィング踊り子」が成田駅 - 伊豆急下田駅間で、1990年から1991年にかけて「ウイングエクスプレス」が成田駅 - 新宿駅間で運行されていた。
そして1991年3月19日に、成田新幹線計画の遺構（土屋 - 成田空港）を利用した成田空港駅の開設により成田駅直通の快速列車を延伸する形で運行を開始した「エアポート成田」や「成田エクスプレス」の運行開始により、JRによる成田空港アクセスが開始された。なお運行開始時は、一部列車を除いて、千葉県庁所在地かつ政令指定都市である千葉市の表玄関・千葉駅を通過することに対して地元から批判が起き、地域新聞である『千葉日報』も紙面で取り上げた。
当初は、東京駅 - 成田空港駅間を6両で運行し、東京駅で分割し新宿・横浜方面へそれぞれ3両編成で運行することや、新宿方面へは品川駅より目黒川信号場経由で山手貨物線経由での運行を行うなど運行上の妙があったものの、東京都心直通とりわけ山手線沿線の東京23区西部への鉄道による直通運転は初めてであることや、バブル景気を背景とした海外旅行客を利用者の核としたことから利用が定着した。1993年までには末端区間でも6両編成での運行となり、運転区間の拡大も行われた。また、東京駅地下にグリーン車利用客専用のラウンジが設置されたが、1990年代中盤頃に廃止された。また、当初は1992年頃を目途に東京駅で搭乗手続きが行えるチェックインサービスを実施する予定であったが、最終的に実施は見送られている。
その後、1990年代後半以降のバブル崩壊に伴う日本経済の低迷により、空港利用客の少ない早朝の空港発・夕ラッシュ時の空港行きについては千葉駅など途中停車駅を増やし、通勤客の着席輸送に供されるようにもなったほか、首都圏各線区や観光地への延長運転も行われるようになった。

### 年表
- 1989年（平成元年）4月29日 - 1991年（平成3年）1月6日：幕張電車区（現・幕張車両センター）配置の183系6両編成を使用し、「ウイング踊り子」が成田駅 - 伊豆急下田駅間で運転。日本での「ウイング」の列車名の初出とされる[注 14]。
- 1990年（平成2年）7月21日：臨時列車として幕張電車区の183系9両編成を使用し、「ウイングエクスプレス」が新宿駅 - 成田駅間で運転開始（1991年2月24日まで）。
  - 「ウイング踊り子」と「ウイングエクスプレス」の成田駅 - 成田空港間は前記のJRバス関東（国道51号・国道295号経由、のちに廃止）での連絡。
- 1991年（平成3年）
  - 3月19日：成田線成田駅 - 成田空港駅間開業と同時に「成田エクスプレス」が運転開始[8]。
  - 3月21日：「ウイングあずさ」が運転開始。
  - 7月20日：「ウイングエクスプレス」が成田空港駅へ乗り入れ開始し、東京駅発着に変更。
- 1992年（平成4年）
  - 需要の増加に伴い、6両編成が横浜駅・新宿駅・池袋駅発着編成とするように組み替える。このため、徐々に東京駅 - 成田空港駅間で4号車を池袋駅・横浜駅方先頭車とする列車は減少していった。
  - 「ウイングエクスプレス」が「ウイング」に改称（同年3月16日から1998年9月27日まで）。
  - 12月3日：空港第2ビル駅が開業し、全列車停車となる[9]。また、立席特急券の取り扱いを開始する[9]。
- 1993年（平成5年）
  - 3月18日：横浜駅発着列車の一部を大船駅まで延長。また、6両編成を基本とする車両増強が終了し、1号車を池袋・横浜方先頭車として運行[10]。
  - 9月27日：「ウイングあずさ」が廃止。
- 1994年（平成6年）12月3日：品川駅への停車を開始[11]。
- 1996年（平成8年）4月25日：車内販売を開始[12]。
- 1998年（平成10年）12月8日：池袋駅発着列車の一部が大宮駅まで延長[13]。
- 1999年（平成11年）12月4日：高尾駅発着列車の1往復が運転開始。
- 2001年（平成13年）12月1日：臨時列車として「ウイングエクスプレス」の運転再開[14]。大船駅発着の全列車が新たに戸塚駅に停車。
- 2002年（平成14年）12月1日：東京駅 - 成田駅間の定期券乗車特例の適用が開始。新宿方面発着の一部の列車が新たに渋谷駅に停車[15]。
- 2003年（平成15年）10月1日：品川駅の停車列車が追加。一部列車が新たに四街道駅に停車。
- 2004年（平成16年）
  - 3月13日：「ウイングエクスプレス」が「成田エクスプレス」に統合されて廃止。定期券乗車特例が拡大。
  - 10月1日：品川駅・四街道駅の停車列車が追加。一部の横浜方面発着列車の編成は一部分割し池袋駅発着列車を増発。大宮駅発着の1.5往復は池袋駅発着に見直し。また一部列車の増結を行い、東京駅 - 成田空港駅間を6両編成で運転する列車が消滅。
  - 12月18日：1往復を大船駅から小田原駅まで臨時列車として多客時に延長運転開始。途中の停車駅は藤沢駅、茅ケ崎駅、平塚駅。
- 2007年（平成19年）8月10日 - 8月19日：新宿駅発成田空港行きで臨時列車として特急「ウイングエクスプレス」が運転（3年5か月ぶりの運行）。
- 2008年（平成20年）3月15日：2往復増発。新たに品川駅発着列車が運転開始。
- 2009年（平成21年）10月1日：E259系が26往復中10往復で営業運転開始[報道 12]。また一部列車の増結を行い、3両編成および9両編成で運転される列車は消滅。東京駅 - 成田空港駅間は全列車が12両編成での運転になる。
- 2010年（平成22年）
  - 3月13日：ダイヤ改正により、以下のように変更[報道 13]。
    1. 新型車両E259系が増投入。
    2. 「成田エクスプレス」が1往復増発され、27往復になる。
    3. 東京駅で分割・併合を行う列車が増加し、新宿方面・横浜方面の列車ともに増発。
    4. 横須賀線武蔵小杉駅開業に伴い、同駅および品川駅に横浜駅・大船駅発着の全列車の停車を開始。渋谷駅にも新宿方面発着の全列車が停車。
    5. 高尾駅発着列車が1往復増発され、2往復になる。
    6. 「えきねっと」にて携帯電話を利用したチケットレスサービスが開始。

  - 7月1日：使用車両がE259系に統一。車内販売を全列車で実施するようになる。
- 2011年（平成23年）
  - 3月11日：東北地方太平洋沖地震（東日本大震災）が発生。以降、全列車が運休になる。
  - 4月4日：運転再開。ただし福島第一原子力発電所事故などに伴う電力供給の逼迫のため、一部の列車は運休。
  - 9月3日：全列車が運転再開。
- 2012年（平成24年）3月17日：一部列車の大船駅・横浜駅・新宿駅 - 東京駅間が廃止または臨時列車化される。なお品川駅 - 成田空港駅間の列車の運行本数自体に変動はなく、結果的に東京駅 - 成田空港駅間を6両編成で運転する列車が復活する。
- 2013年（平成25年）3月16日：8・47号が四街道駅に停車するようになる。
- 2014年（平成26年）
  - 3月15日：横浜駅・大船駅発着の一部列車を横須賀駅まで臨時列車として、繁忙期の土日祝に延長運転を行う。
  - 7月26日[報道 4]：新宿駅発着のうち1往復（8・41号）を富士急行線（富士急行大月線・河口湖線）に直通し、河口湖駅まで臨時列車として、土休日に限り延長運転する。
- 2015年（平成27年）
  - 3月14日：ダイヤ改正により、以下のように変更[報道 14]。
    1. 一部列車が佐倉駅に停車するようになる。
    2. 成田空港駅を12時台に到着・発車する1往復を増発し、早朝時間帯に運転している1往復を廃止。
    3. 乗車日・区間のみを指定し、列車・座席を指定しない特急券「座席未指定券[注 15]」の発売を開始し、従前より満席時のみに発売している立席特急券の発売を取り止め。
    4. 車内販売を廃止[報道 15]。

  - 12月1日：品川駅→大船駅間の定期券乗車特例を東京駅→横須賀駅間に拡大。
- 2017年（平成29年）3月4日：ダイヤ改正により新宿駅発が2往復増発。10時台から18時台は30分間隔になる。一方、横浜大船方面の列車を上り3本、下り1本削減。横浜発着の25、26，49号が東京駅で連結することになり、横浜発着で単独運転する列車がなくなる。
- 2019年（平成31年）
  - 3月10日：同年3月16日実施のダイヤ改正で特急「富士回遊」が運行開始されることに伴い、繁忙期の土日祝に行われていた富士急行線河口湖駅への延長運転を休止[報道 6]。
  - 3月16日：横須賀線増発に伴い、7時台の大船駅始発の列車（9号）を新宿駅始発に変更。この時間帯の新宿駅発は2本になる。
- 2020年（令和2年）
  - 3月14日：東京駅 - 成田空港駅間において全ての列車が12両での運転となる。また、横浜方面は日中1時間間隔とし、始終着を大船駅に統一する。
  - 4月24日：JR東日本が、新型コロナウイルス感染症（COVID-19）の流行拡大に伴う海外渡航需要減少等の影響を理由に、同年5月1日 - 6月30日まで以下の措置を実施することを発表[報道 16]。
    1. 同年5月1日 - 5月29日まで、1 - 7・38・40・42・46・47・49 - 54号以外の全列車を運休。
    2. 2・6・47号は東京駅 - 新宿駅間、4号は新宿駅 - 池袋駅間、38号は新宿駅・東京駅 - 成田空港駅間が運休。また、2・6・47号は東京駅 - 大船駅間は6両から12両での運転となる。
    3. 同年6月1日 - 6月30日まで、5月中に運休する列車の指定席車両の販売を見合わせ。

  - 5月13日：JR東日本が、新型コロナウイルス感染症（COVID-19）の拡大防止により、以下の運転計画の実施を発表[報道 17]。
    1. 同年5月1日 - 5月29日に実施していた列車の運休措置を、同年6月1日以降も継続して実施。
    2. 同年5月30日・5月31日は、渋谷駅での線路切替工事実施のため、同年5月1日以降に運転を継続している列車は、区間運休や両数変更を実施。
- 2021年（令和3年）
  - 3月13日：同日実施のダイヤ改正により、下記の通り変更。
    1. 8号を新宿行から池袋行に延長[報道 18][注 16]。
    2. 3・7・50・52号の運行区間が八王子駅・大船駅 - 成田空港駅間となり、八王子駅 - 高尾駅間の運転を取りやめ[報道 18][報道 19]。
    3. 2020年6月1日以降実施されていた列車の運休措置を、当面の間継続[1]。
- 2022年（令和4年）
  - 3月12日：同日実施のダイヤ改正により、下記の通り変更[報道 20]。
    1. 日中時間帯において毎時1本程度が千葉駅に停車し、千葉駅停車本数を下り16本、上り13本とする。
    2. 新宿駅 - 大宮駅間の運転を全列車取りやめ、池袋駅・大宮駅発着の列車を新宿駅発着に短縮する。
    3. 17・36号の東京駅 - 大船駅間での運転を取りやめ、新宿駅発着のみの運転とする。
    4. 成田空港駅または空港第2ビル駅発着の「えきねっとトクだ値（チケットレス特急券）」を新設し、「N'EX往復きっぷ」の発売を同年2月9日を以て終了。
    5. 前回のダイヤ改正以降運休していた列車のうち、千葉駅に新規停車する列車の運転を再開する[報道 1]。

  - 10月1日：運休となっていた新宿駅発着の全ての列車の運転を再開[報道 2]。
- 2024年（令和6年）
  - 3月16日：同日実施のダイヤ改正により、下記の通り変更[報道 21]。
    1. 5号を廃止し、13号を新設。7時 - 19時までおおむね30分間隔での運転となる。また7号を単独運転から分割併合に変更。
    2. 3・5号が千葉駅に、4・47・49号が佐倉駅に停車するようになる。これにより四街道駅・成田駅に停車する列車は全て佐倉駅にも停車する。
    3. 新宿駅 - 八王子駅間の運転を全列車取りやめ。これにより中央本線への乗り入れがなくなり、都心側の発着駅は大船駅・新宿駅に統一される。
    4. 特急料金区分などを見直し、「成田空港駅・空港第2ビル駅を含む利用」と「成田空港駅・空港第2ビル駅を含まない利用」で2種類の料金体系とする[注 17]。同時に「E259系によって運行される列車の特別車両料金（グリーン料金）」の成田エクスプレス専用制度を廃止し、通常の特別車両料金（グリーン料金）とする[注 18]。
- 2025年（令和7年）
  - 3月15日：同日実施のダイヤ改正により、夕夜間の3本（45・50・52号）が千葉駅に停車するようになる[報道 22]。